# Саку Койву
Саку Антеро Койву (фін. Saku Antero Koivu; 23 листопада 1974, м. Турку, Фінляндія) — фінський хокеїст, центральний нападник. 

## Спортивна кар'єра
Вихованець хокейної школи ТПС (Турку). 1993 року був обраний на драфті НХЛ під 21-м загальним номером командою «Монреаль Канадієнс». Виступав за ТПС (Турку), «Монреаль Канадієнс», «Анагайм Дакс».
В чемпіонатах НХЛ — 1124 матчі (255 голів, 577 передач), у турнірах Кубка Стенлі — 79 матчів (18 голів, 41 передача).
У складі національної збірної Фінляндії учасник зимових Олімпійських ігор зимових Олімпійських ігор 1994, 1998, 2006 і 2010 (28 матчів, 9+21), учасник чемпіонатів світу 1993, 1994, 1995, 1997, 1999 і 2008 (51 матч, 17+39), учасник Кубка світу 1996 і 2004 (10 матчів, 4+4). У складі молодіжної збірної Фінляндії учасник чемпіонатів світу 1993 і 1994. У складі юніорської збірної Фінляндії учасник чемпіонату Європи 1992.
Брат: Мікко Койву.
Досягнення
- Срібний призер зимових Олімпійських ігор (2006), бронзовий призер (1994, 1998, 2010)
- Чемпіон світу (1995), срібний призер (1994, 1999), бронзовий призер (2008)
- Чемпіон Фінляндії (1993, 1995), срібний призер (1994)
- Володар Кубка європейських чемпіонів (1994)
- Учасник матчу всіх зірок НХЛ (1998)
- Володар Нагороди Білла Мастертона (2002).

## Статистика

### Клубні виступи
| Сезон            | Клуб                 | Ліга             | Регулярний сезон | Регулярний сезон | Регулярний сезон | Регулярний сезон | Регулярний сезон | Плей-оф | Плей-оф | Плей-оф | Плей-оф | Плей-оф |
| Сезон            | Клуб                 | Ліга             | І                | Г                | П                | О                | ШХ               | І       | Г       | П       | О       | ШХ      |
| ---------------- | -------------------- | ---------------- | ---------------- | ---------------- | ---------------- | ---------------- | ---------------- | ------- | ------- | ------- | ------- | ------- |
| 1992–93          | ТПС                  | СМ-Л             | 46               | 3                | 7                | 10               | 28               | 11      | 3       | 2       | 5       | 2       |
| 1993–94          | ТПС                  | СМ-Л             | 47               | 23               | 30               | 53               | 42               | 11      | 4       | 8       | 12      | 16      |
| 1994–95          | ТПС                  | СМ-Л             | 45               | 27               | 47               | 74               | 73               | 13      | 7       | 10      | 17      | 16      |
| 1995–96          | «Монреаль Канадієнс» | НХЛ              | 82               | 20               | 25               | 45               | 40               | 6       | 3       | 1       | 4       | 8       |
| 1996–97          | «Монреаль Канадієнс» | НХЛ              | 50               | 17               | 39               | 56               | 38               | 5       | 1       | 3       | 4       | 10      |
| 1997–98          | «Монреаль Канадієнс» | НХЛ              | 69               | 14               | 43               | 57               | 48               | 6       | 2       | 3       | 5       | 2       |
| 1998–99          | «Монреаль Канадієнс» | НХЛ              | 65               | 14               | 30               | 44               | 38               | —       | —       | —       | —       | —       |
| 1999–00          | «Монреаль Канадієнс» | НХЛ              | 24               | 3                | 18               | 21               | 14               | —       | —       | —       | —       | —       |
| 2000–01          | «Монреаль Канадієнс» | НХЛ              | 54               | 17               | 30               | 47               | 40               | —       | —       | —       | —       | —       |
| 2001–02          | «Монреаль Канадієнс» | НХЛ              | 3                | 0                | 2                | 2                | 0                | 12      | 4       | 6       | 10      | 4       |
| 2002–03          | «Монреаль Канадієнс» | НХЛ              | 82               | 21               | 50               | 71               | 72               | —       | —       | —       | —       | —       |
| 2003–04          | «Монреаль Канадієнс» | НХЛ              | 68               | 14               | 41               | 55               | 52               | 11      | 3       | 8       | 11      | 10      |
| 2004–05          | ТПС                  | СМ-Л             | 20               | 8                | 8                | 16               | 28               | 6       | 3       | 2       | 5       | 30      |
| 2005–06          | «Монреаль Канадієнс» | НХЛ              | 72               | 17               | 45               | 62               | 70               | 3       | 0       | 2       | 2       | 2       |
| 2006–07          | «Монреаль Канадієнс» | НХЛ              | 81               | 22               | 53               | 75               | 74               | —       | —       | —       | —       | —       |
| 2007–08          | «Монреаль Канадієнс» | НХЛ              | 77               | 16               | 40               | 56               | 93               | 7       | 3       | 6       | 9       | 4       |
| 2008–09          | «Монреаль Канадієнс» | НХЛ              | 65               | 16               | 34               | 50               | 44               | 4       | 0       | 3       | 3       | 2       |
| 2009–10          | «Анагайм Дакс»       | НХЛ              | 71               | 19               | 33               | 52               | 36               | —       | —       | —       | —       | —       |
| 2010–11          | «Анагайм Дакс»       | НХЛ              | 75               | 15               | 30               | 45               | 36               | 6       | 1       | 6       | 7       | 6       |
| 2011–12          | «Анагайм Дакс»       | НХЛ              | 74               | 11               | 27               | 38               | 50               | —       | —       | —       | —       | —       |
| 2012–13          | «Анагайм Дакс»       | НХЛ              | 47               | 8                | 19               | 27               | 18               | 7       | 1       | 2       | 3       | 6       |
| 2013–14          | «Анагайм Дакс»       | НХЛ              | 65               | 11               | 18               | 29               | 46               | 13      | 0       | 1       | 1       | 8       |
| Усього в НХЛ     | Усього в НХЛ         | Усього в НХЛ     | 1124             | 255              | 577              | 832              | 809              | 79      | 18      | 41      | 59      | 60      |
| Усього в СМ-лізі | Усього в СМ-лізі     | Усього в СМ-лізі | 158              | 61               | 92               | 153              | 171              | 41      | 17      | 22      | 39      | 64      |

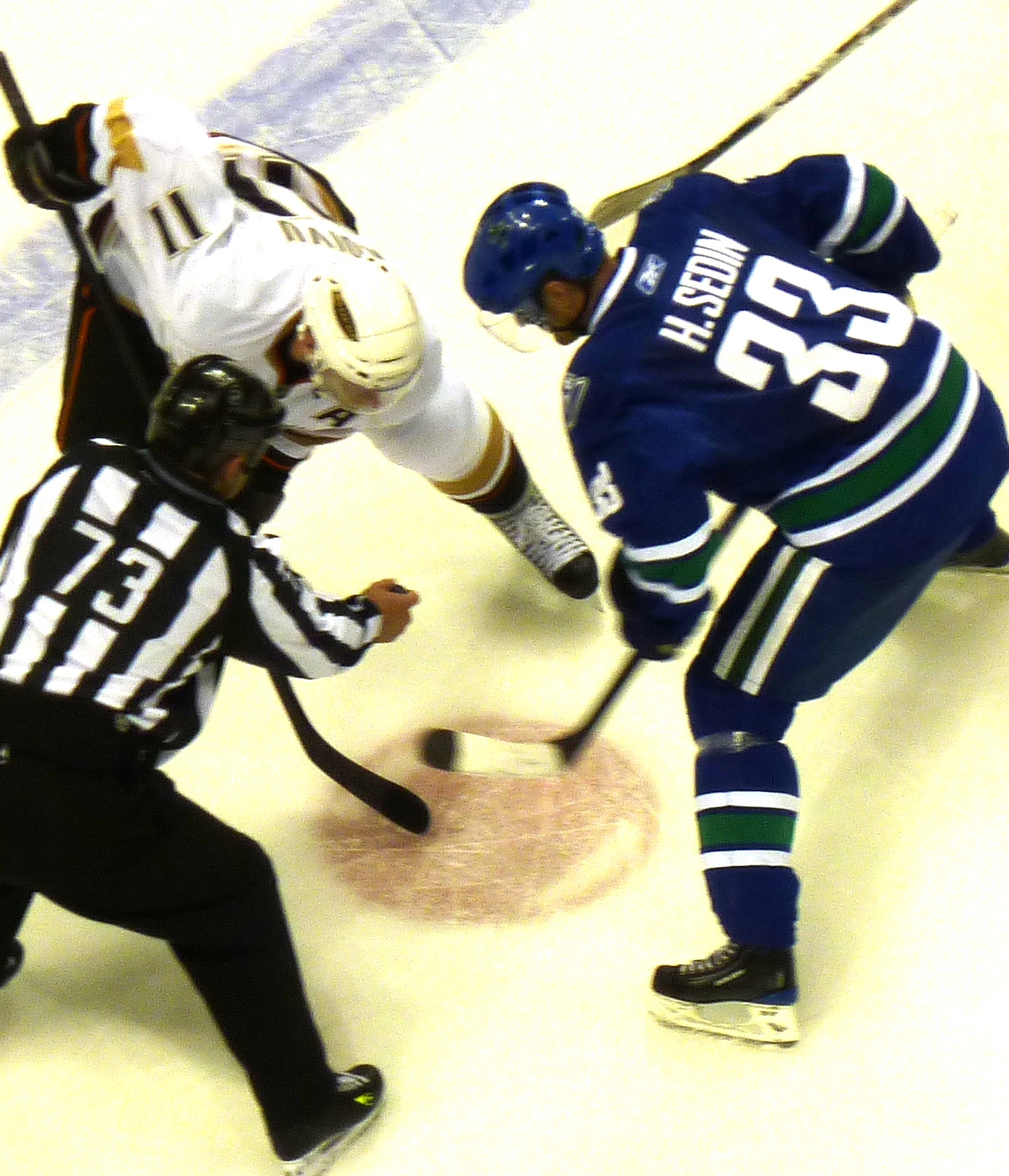
Саку Койву і Генрік Седін.
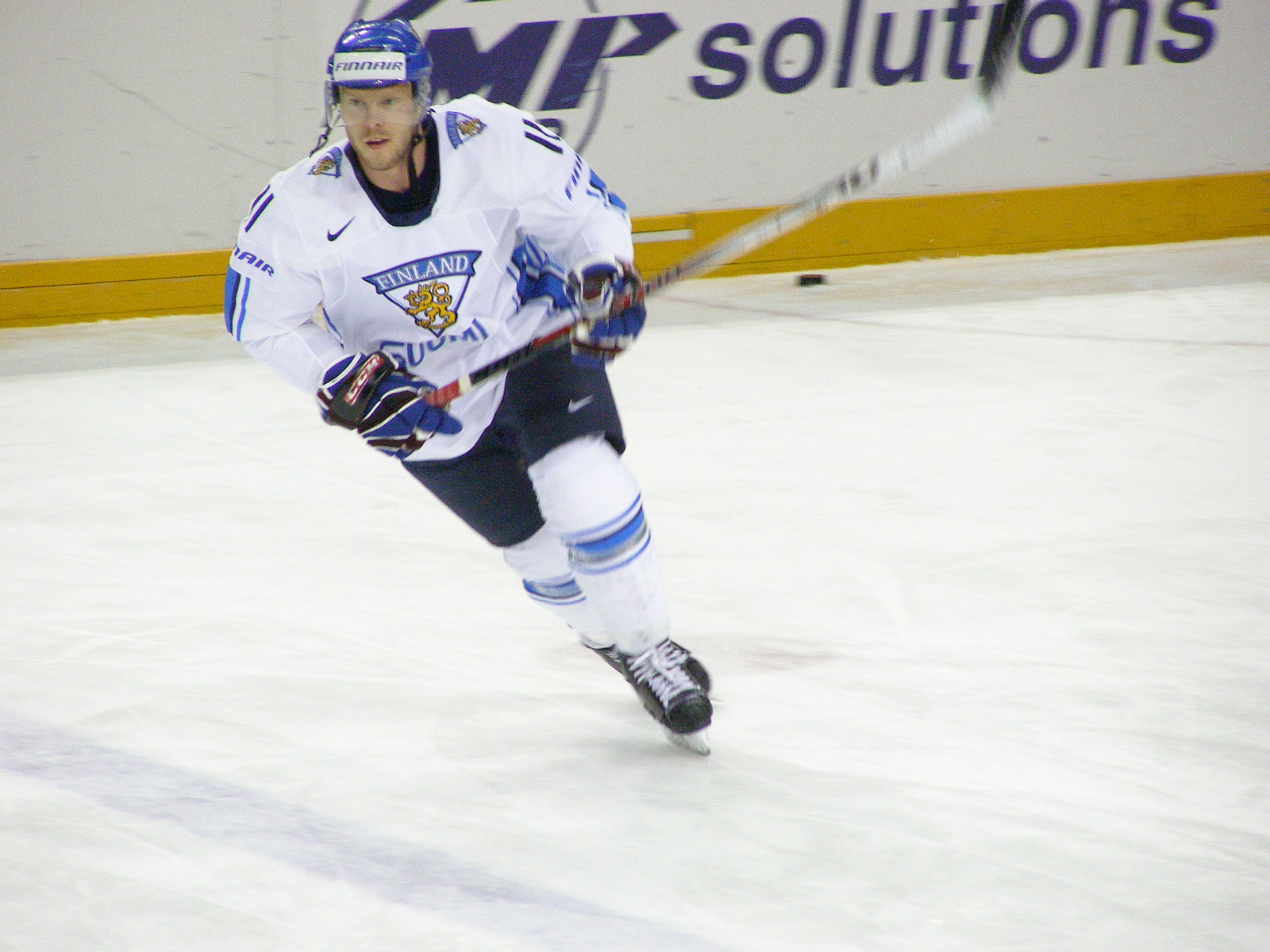
На чемпіонаті світу 2008 року.
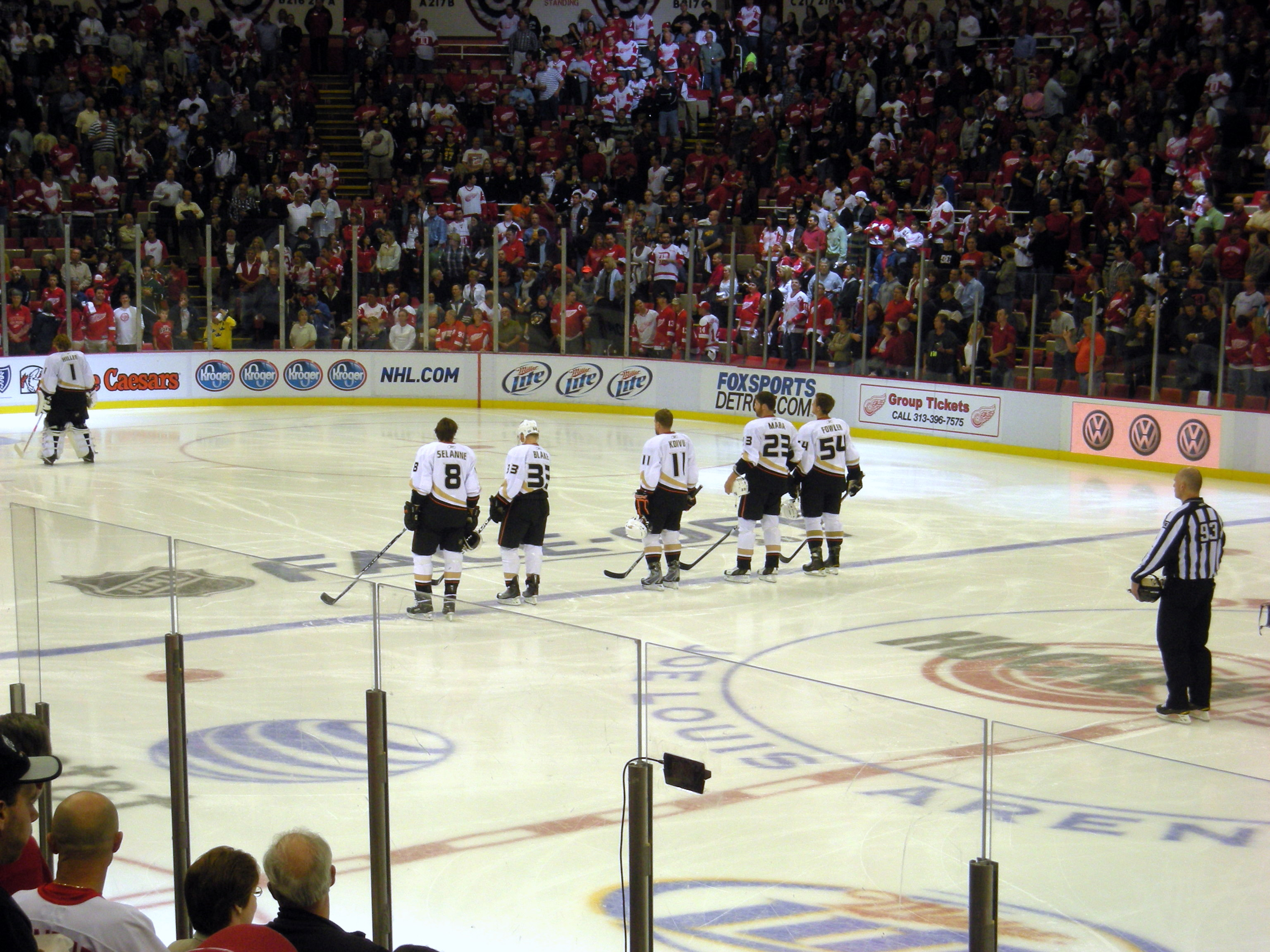
Гравці «Анагайм Дакс» у матчі проти «Детройт Ред Вінгз»: Йонас Гіллер (№1), Теему Селянне (№8), Джейсон Блейк (№33), Саку Койву (№11), Пол Мара (№23), Кем Фаулер (№54).
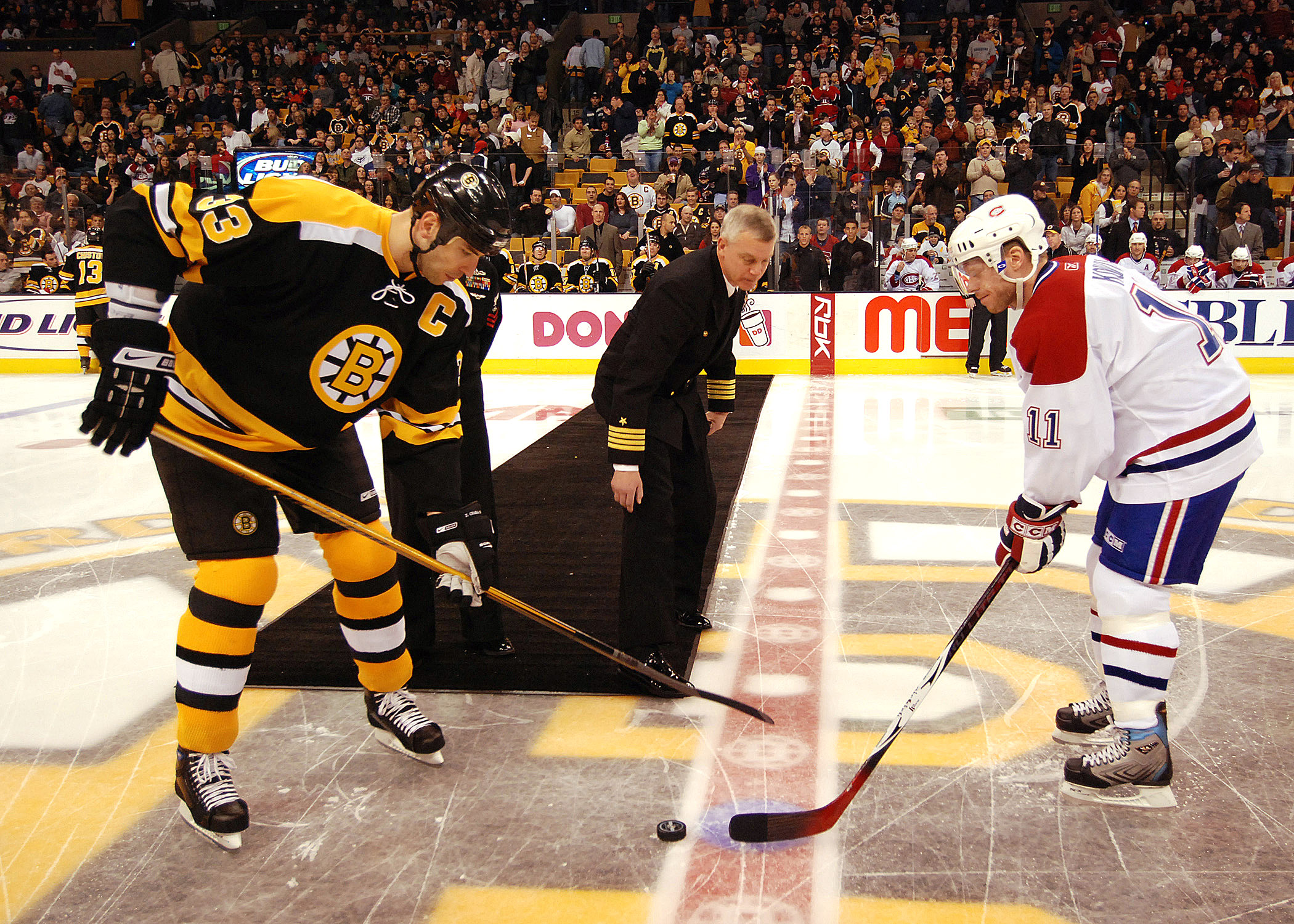
Здено Хара, командир авіаносця «Джон Кеннеді» і Саку Койву.

### Збірна
| Рік                | Команда            | Турнір             | Місце              | І  | Г  | П  | О  | ШХ |
| ------------------ | ------------------ | ------------------ | ------------------ | -- | -- | -- | -- | -- |
| 1992               | Фінляндія          | ЮЧЄ                | 4-е                | 6  | 3  | 5  | 8  | 18 |
| 1993               | Фінляндія          | МЧС                | 5-е                | 7  | 1  | 8  | 9  | 6  |
| 1993               | Фінляндія          | ЧС                 | 7-е                | 6  | 0  | 1  | 1  | 2  |
| 1994               | Фінляндія          | МЧС                | 4-е                | 7  | 3  | 6  | 9  | 12 |
| 1994               | Фінляндія          | ОІ                 | 3                  | 8  | 4  | 3  | 7  | 12 |
| 1994               | Фінляндія          | ЧС                 | 2                  | 8  | 5  | 6  | 11 | 4  |
| 1995               | Фінляндія          | ЧС                 | 1                  | 8  | 5  | 5  | 10 | 18 |
| 1996               | Фінляндія          | КС                 | QF                 | 4  | 1  | 3  | 4  | 4  |
| 1997               | Фінляндія          | ЧС                 | 5-е                | 6  | 2  | 2  | 4  | 2  |
| 1998               | Фінляндія          | ОІ                 | 3                  | 6  | 2  | 8  | 10 | 4  |
| 1999               | Фінляндія          | ЧС                 | 2                  | 10 | 4  | 12 | 16 | 4  |
| 2003               | Фінляндія          | ЧС                 | 5-е                | 7  | 1  | 10 | 11 | 4  |
| 2004               | Фінляндія          | КС                 | 2                  | 6  | 3  | 1  | 4  | 2  |
| 2006               | Фінляндія          | ОІ                 | 2                  | 8  | 3  | 8  | 11 | 12 |
| 2008               | Фінляндія          | ЧС                 | 3                  | 6  | 0  | 3  | 3  | 4  |
| 2010               | Фінляндія          | ОІ                 | 3                  | 6  | 0  | 2  | 2  | 6  |
| Молодіжна збірна   | Молодіжна збірна   | Молодіжна збірна   | Молодіжна збірна   | 20 | 7  | 19 | 26 | 36 |
| Національна збірна | Національна збірна | Національна збірна | Національна збірна | 89 | 30 | 64 | 94 | 78 |